# Irv Brenner
Irving Charles Brenner, detto Irv (Pittsburgh, 30 maggio 1913 – North Miami Beach, 20 gennaio 1991), è stato un cestista statunitense, professionista nella NBL.

## Carriera
Giocò per tre stagioni nella NBL, disputando complessivamente 37 partite con 3,6 punti di media.